# 人民革命军 (格林纳达)
人民革命军（英語：People's Revolutionary Army，缩写为PRA）是1979年—1983年新宝石运动执政时期格林纳达的武装力量。人民革命民兵是它的预备役部队。1981年—1983年，人民革命军、人民革命民兵、格林纳达警察和海岸警卫队统称为“人民革命武装力量”。1983年美国入侵格林纳达，推翻人民革命政府，该部队随之瓦解。